# Amécourt
Amécourt ist eine französische Gemeinde mit 174 Einwohnern (Stand: 1. Januar 2022) im Département Eure in der Region Normandie (vor 2016 Haute-Normandie). Sie gehört zum Arrondissement Les Andelys und zum Kanton Gisors.
Die Einwohner werden Amécourtois genannt.

## Geographie
Amécourt liegt etwa 80 Kilometer ostsüdöstlich von Rouen.

### Nachbargemeinden
Umgeben ist Amécourt von den Nachbargemeinden Bouchevilliers im Norden und Nordwesten, Talmontiers im Osten und Nordosten, Sérifontaine im Südosten, Bazincourt-sur-Epte im Süden, Hébécourt im Süden und Südwesten sowie Mainneville im Westen.

## Bevölkerungsentwicklung
| Jahr      | 1962 | 1968 | 1975 | 1982 | 1990 | 1999 | 2006 | 2013 |
| Einwohner | 137  | 105  | 87   | 111  | 106  | 145  | 168  | 174  |

## Sehenswürdigkeiten
- Kirche Saint-Hélier aus dem 12. Jahrhundert
- Kapelle Saint-Maur (auch: Kapelle Sainte-Anne) aus dem 19. Jahrhundert
- Pfarrhaus aus dem 18. Jahrhundert
- Schloss Amécourt aus dem 18. Jahrhundert

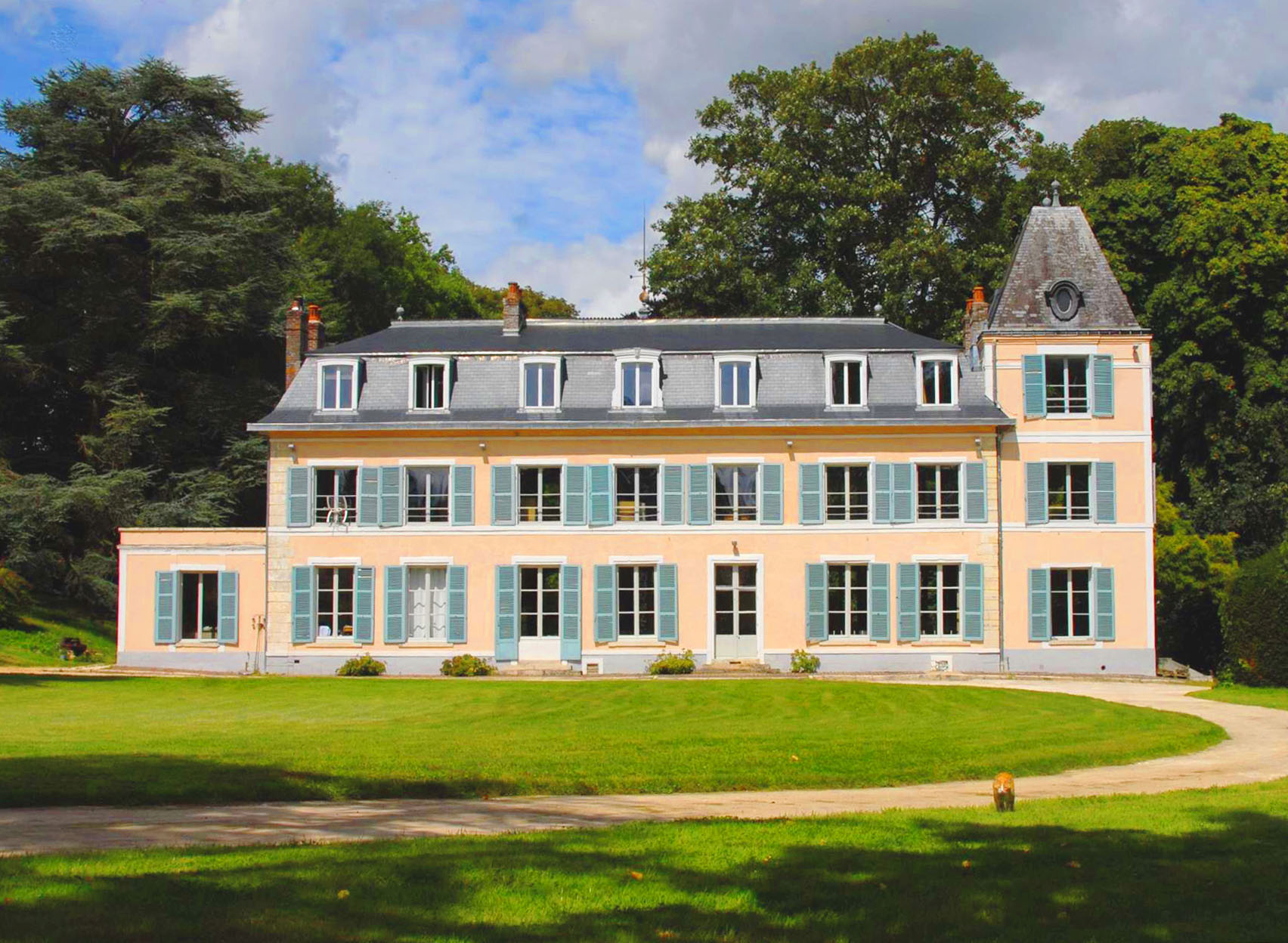
Schloss Amécourt